# UDP
UDP (User Datagram Protocol) je protokol koji se nalazi u dijelu transportne razine OSI modela, te je uz TCP jedan od temeljnih Internet protokola.
UDP omogućuje slanje kratkih poruka (datagram) između aplikacija na umreženim računalima.
U odnosu na mrežnu razinu OSI modela UDP dodaje samo funkcije multipleksiranja i provjeravanja pogreške prilikom prenošenja podataka, a nema mogućnost provjere primitka poruke jer ne čuva informaciju o stanju veze (tj. radi na principu pošalji i zaboravi).
Zbog toga se koristi kada je bitnija brzina i efikasnost od pouzdanosti, npr. za prijenos govora u realnom vremenu (VoIP telefonija), a također i kada je potrebno slanje iste poruke na više odredišta (multicast).
UDP pruža nespojnu i nepouzdanu uslugu transporta paketa te je moguća međusobna komunikacija bez uspostave stalne veze. Budući da ne vodi računa o mogućem gubitku paketa, protokoli na višem sloju (aplikacijskom) moraju se skrbiti za to. UDP je minimalna nadogradnja IP protokola, pa mu je zaglavlje jednostavnije od zaglavlja protokola TCP. Nadograđeni dio čine izvorišna i odredišna vrata koja određuju procese pošiljatelja i primatelja paketa , duljina koja predstavlja broj okteta u cijelom paketu uključujući i zaglavlje, te kontrolni zbroj zaglavlja. Protokol SNMP (Simple Network Management Protocol) je jedan protokol koji koristi UDP kao transportni protokol.

## Numeracija UDP portova
UDP portovi su nezavisni od TCP portova - iako u nekim slučajevima imaju iste ili bliske brojeve za pojedini servis (kao npr. port 53 i UDP port 53 DNS-a).

## Struktura UDP paketa
| +  | Bitovi 0 - 15  | Bitovi 0 - 15  | Bitovi 0 - 15  | Bitovi 0 - 15  | Bitovi 0 - 15  | Bitovi 0 - 15  | Bitovi 0 - 15  | Bitovi 0 - 15  | Bitovi 0 - 15  | Bitovi 0 - 15  | Bitovi 0 - 15  | Bitovi 0 - 15  | Bitovi 0 - 15  | Bitovi 0 - 15  | Bitovi 0 - 15  | Bitovi 0 - 15  | 16 - 31               | 16 - 31               | 16 - 31               | 16 - 31               | 16 - 31               | 16 - 31               | 16 - 31               | 16 - 31               | 16 - 31               | 16 - 31               | 16 - 31               | 16 - 31               | 16 - 31               | 16 - 31               | 16 - 31               | 16 - 31               |
| -- | -------------- | -------------- | -------------- | -------------- | -------------- | -------------- | -------------- | -------------- | -------------- | -------------- | -------------- | -------------- | -------------- | -------------- | -------------- | -------------- | --------------------- | --------------------- | --------------------- | --------------------- | --------------------- | --------------------- | --------------------- | --------------------- | --------------------- | --------------------- | --------------------- | --------------------- | --------------------- | --------------------- | --------------------- | --------------------- |
| 0  | Polazni port   | Polazni port   | Polazni port   | Polazni port   | Polazni port   | Polazni port   | Polazni port   | Polazni port   | Polazni port   | Polazni port   | Polazni port   | Polazni port   | Polazni port   | Polazni port   | Polazni port   | Polazni port   | Ciljni/odredišni port | Ciljni/odredišni port | Ciljni/odredišni port | Ciljni/odredišni port | Ciljni/odredišni port | Ciljni/odredišni port | Ciljni/odredišni port | Ciljni/odredišni port | Ciljni/odredišni port | Ciljni/odredišni port | Ciljni/odredišni port | Ciljni/odredišni port | Ciljni/odredišni port | Ciljni/odredišni port | Ciljni/odredišni port | Ciljni/odredišni port |
| 32 | Duljina paketa | Duljina paketa | Duljina paketa | Duljina paketa | Duljina paketa | Duljina paketa | Duljina paketa | Duljina paketa | Duljina paketa | Duljina paketa | Duljina paketa | Duljina paketa | Duljina paketa | Duljina paketa | Duljina paketa | Duljina paketa | Kontrolni zbroj       | Kontrolni zbroj       | Kontrolni zbroj       | Kontrolni zbroj       | Kontrolni zbroj       | Kontrolni zbroj       | Kontrolni zbroj       | Kontrolni zbroj       | Kontrolni zbroj       | Kontrolni zbroj       | Kontrolni zbroj       | Kontrolni zbroj       | Kontrolni zbroj       | Kontrolni zbroj       | Kontrolni zbroj       | Kontrolni zbroj       |
| 64 | Podatci        | Podatci        | Podatci        | Podatci        | Podatci        | Podatci        | Podatci        | Podatci        | Podatci        | Podatci        | Podatci        | Podatci        | Podatci        | Podatci        | Podatci        | Podatci        | Podatci               | Podatci               | Podatci               | Podatci               | Podatci               | Podatci               | Podatci               | Podatci               | Podatci               | Podatci               | Podatci               | Podatci               | Podatci               | Podatci               | Podatci               | Podatci               |